# Islam Jachjajewitsch Timursijew
Islam Jachjajewitsch Timursijew (russisch Ислам Яхьяевич Тимурзиев; * 9. Januar 1983 in Nasran, Inguschetien, Sowjetunion; † 31. August 2015 ebenda) war ein russischer Boxer im Superschwergewicht.

## Boxkarriere
Islam Timursijew gewann die Kadetten-Europameisterschaften 1999 in Baku und die Junioren-Europameisterschaften 2001 in Sarajevo. Darüber hinaus gewann er 2001 auch die Russischen Juniorenmeisterschaften.
2003 gewann er die Goldmedaille bei den Militärweltspielen in Catania und wurde 2004 Russischer Meister.
2005 gewann er ebenfalls die Goldmedaille beim Weltcup in Moskau und schlug im Finale den amtierenden Weltmeister und Olympiasieger Odlanier Solís. 2006 besiegte er bei den Europameisterschaften in Plowdiw Marko Tomasović, Roberto Cammarelle, Kubrat Pulew sowie Robert Helenius und wurde Europameister. Beim Weltcup desselben Jahres in Baku unterlag er diesmal im Finale gegen Odlanier Solís und gewann Silber.
Bei den Weltmeisterschaften 2007 in Chicago gewann er seine beiden Vorrundenkämpfe jeweils vorzeitig und schlug im Viertelfinale Michael Hunter, ehe er im Halbfinale aufgrund einer Schulterverletzung kampflos gegen Roberto Cammarelle ausschied und Bronze gewann. Er war damit für die Olympischen Spiele 2008 in Peking qualifiziert und schied dort im ersten Kampf gegen David Price aus.

### Auswahl internationaler Turnierergebnisse
- April 2008: 1. Platz beim GeeBee Tournament in Finnland[14]
- März 2008: 2. Platz beim Feliks Stamm Tournament in Polen[15]
- August 2007: 1. Platz beim Popenchenko Tournament in Russland[16]
- März 2007: 1. Platz beim Feliks Stamm Tournament in Polen[17]
- Mai 2006: 1. Platz beim Arena Cup in Kroatien[18]
- Februar 2005: 2. Platz beim Strandja Tournament in Bulgarien[19]
- November 2003: 1. Platz beim Golden Gloves Tournament in Serbien[20]
- Oktober 2003: 1. Platz beim Vaclav Prochazka Tournament in Tschechien[21]
- Juni 2003: 1. Platz beim Acropolis Cup in Griechenland[22]

## Tod
Am 31. August 2015 starb Timursijew an den Folgen einer Sepsis, mutmaßlich in Zusammenhang mit der Behandlung seines wieder aufgetretenen Hirntumors im Alter von 32 Jahren.